# Wangcang
Wangcang är ett härad som lyder under Guangyuans stad på prefekturnivå i Sichuan-provinsen i sydvästra Kina.